# Magnus Laurentsson
Magnus Laurensson, omtalad första gången 1439, död mellan 1451 och 6 maj 1456 var en svensk väpnare. Magnus Laurensson räknas som den svenska ätten Brahes förste kända stamfader. 

## Biografi
Magnus Laurentsson kallade sig själv aldrig Brahe, men hans son Peder Magnusson Brahe upptog mödernenamnet Bragde eller Brahe. Möjligen var Magnus Laurensson även far till den Nils Magnusson, som förde ättens vapen två vingar och 1484 begravdes i Östra Ryds kyrka, men i sådana fall i ett tidigare, okänt gifte.
Uppgiften att Magnus Laurensson skulle tillhöra släkten Plata är osäker och troligtvis felaktig. 

### Familj
Magnus Laurentsson gifte sig 1439 eller 1440 med Johanna Torkildsdotter Brahe av den danska ätten Brahe, dotter till Torkel Pedersson Brahe och Adelheid Grubbe. Johanna Brahe var änka efter riksrådet Knut Karlsson (Örnfot). Magnus Laurensson och Johanna Brahe fick tillsammans sonen häradshövdingen Peder Magnusson Brahe.